# Prvenstvo Jugoslavije u ragbiju 1975.
Prvenstvo Jugoslavije u ragbiju za sezonu 1974./75. je osvojila momčad Zagreba.

## Ljestvice

### Grupa A
| poz. | klub                  | ut. | pob. | rem. | por. | poeni   | bod.    |
| ---- | --------------------- | --- | ---- | ---- | ---- | ------- | ------- |
| 1.   | Zagreb                | 14  | 13   | 0    | 1    | 576:110 | 40      |
| 2.   | Nada Split            | 14  | 10   | 1    | 3    | 426:116 | 35      |
| 3.   | Dinamo Pančevo        | 14  | 10   | 0    | 4    | 460:115 | 34      |
| 4.   | Ljubljana             | 14  | 7    | 0    | 7    | 243:281 | 28      |
| 5.   | Energoinvest Makarska | 14  | 6    | 1    | 7    | 253:268 | 27      |
| 6.   | Brodarac Beograd      | 14  | 6    | 0    | 8    | 171:216 | 26      |
| 7.   | Lokomotiva Zagreb     | 14  | 3    | 0    | 11   | 119:461 | 19      |
| 8.   | Zenica                | 14  | 0    | 0    | 14   | 60:761  | 13 (-1) |